# Cheetah (truyện tranh)
Cheetah là một nhân vật siêu phản diện hư cấu xuất hiện trong các ấn phẩm của DC Comics và phương tiện truyền thông có liên quan. Được tạo bởi William Moulton Marston, nhân vật xuất hiện lần đầu tiên trong Wonder Woman #6 (cover-dated: mùa thu năm 1943), được miêu tả là kẻ thù không đội trời chung của Wonder Woman.
Đã có bốn hóa thân khác nhau của Cheetah kể từ khi ra mắt nhân vật: Priscilla Rich (Golden và Silver Age Cheetah), Deborah Domaine (Bronze Age Cheetah), Barbara Ann Minerva và Sebastian Ballesteros. Năm 2009, Cheetah được IGN xếp hạng 69 trong danh sách Siêu tội phạm truyện tranh vĩ đại nhất mọi thời đại.